# Anton-Völkel-Grotte

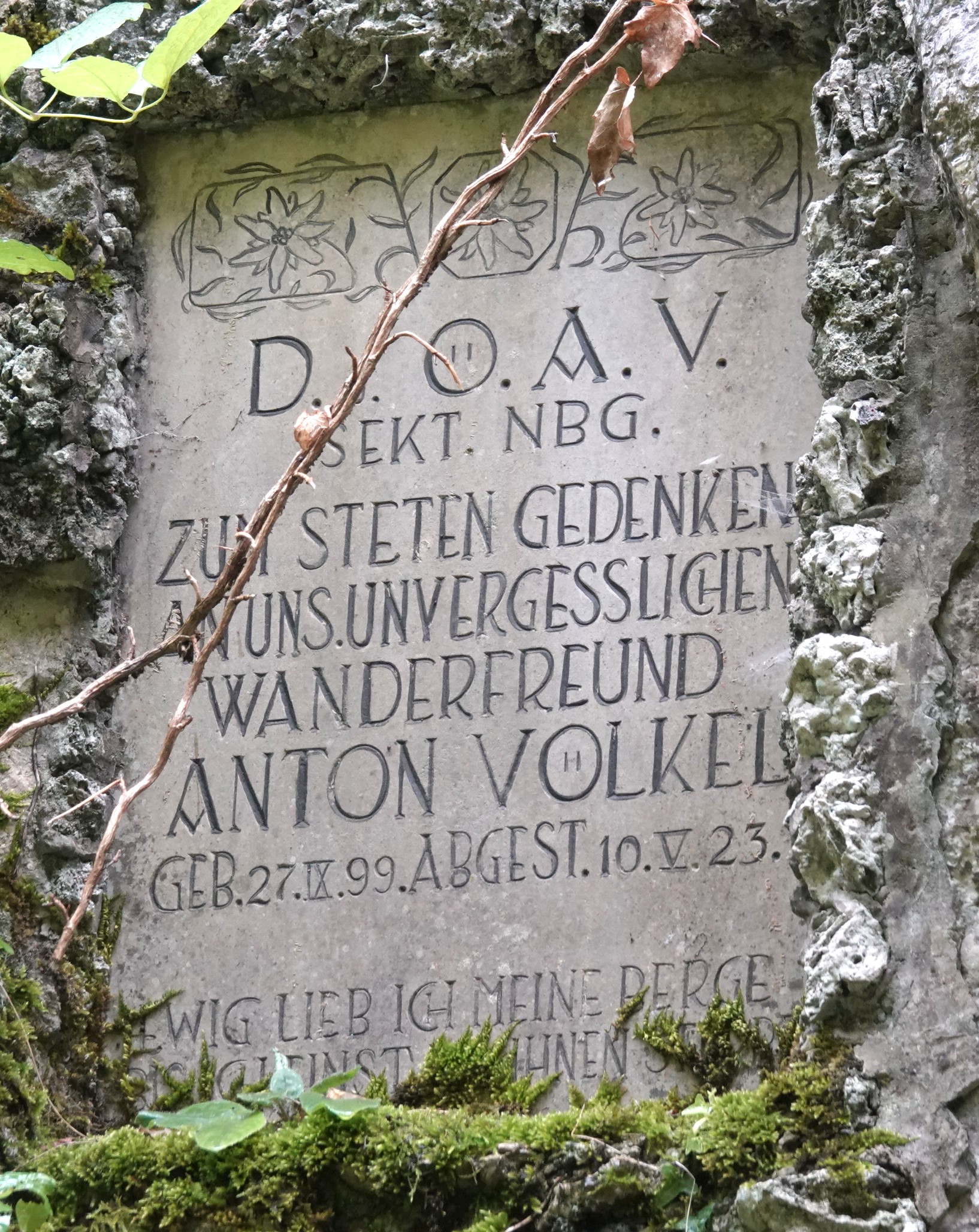
Gedenktafel für Anton Völkel

Die Anton-Völkel-Grotte ist eine natürliche Karsthöhle bei Königstein im Oberpfälzer Landkreis Amberg-Sulzbach in Bayern.

## Lage
Die Höhle liegt rund 3000 Meter westlich der evangelischen Kirche St. Georg der Ortschaft Königstein am Nordnordosthang des 514,9 m ü. NN hohen Berges Schelmbachstein.

## Beschreibung
Der Eingang der Anton-Völkel-Grotte liegt versteckt an einem Felsen, ist sehr schmal und einen Meter hoch. Nach einem etwa zehn Meter langen und niedrigen Gang befindet sich ein 12 Meter tiefer Schacht. Dieser führt in den größten Raum der Höhle, der etwa 25 Meter lang, 16 Meter breit und bis zu acht Meter hoch ist. Die Gesamtlänge der Höhle beträgt etwa 40 Meter. Die Höhle weist einige Tropfsteine, Versinterungen und ein kleines Wasserbecken auf. 
Im Höhlenkataster Fränkische Alb (HFA) ist die Anton-Völkel-Grotte mit der Katasternummer A 33 ausgewiesen.

## Geschichte
Die Höhle wurde nach dem am 10. Mai 1923 tödlich verunglückten Höhlenforscher Anton Völkel benannt. Vermessen wurde die Höhle 1932 von Richard Spöcker und 1967 von Fritz Huber, berühmt wurde sie 1933 durch die polizeiliche Aushebung einer kommunistischen Geheimdruckerei. Der Nürnberger Kommunist Ludwig Göhring druckte dort 1933 nach der Machtergreifung Hitlers Flugblätter. Unterstützt wurde er dabei von Kunigunde Schwab und Frida Spöcker, der Gattin des Höhlenforschers Richard Spöcker. Im August 1933 wurde Ludwig Göhring verhaftet und verbrachte über elf Jahre in Gefängnissen und in den Konzentrationslagern Dachau, Flossenbürg und Neuengamme. 1999 verstarb er im Alter von 89 Jahren.

## Zugang

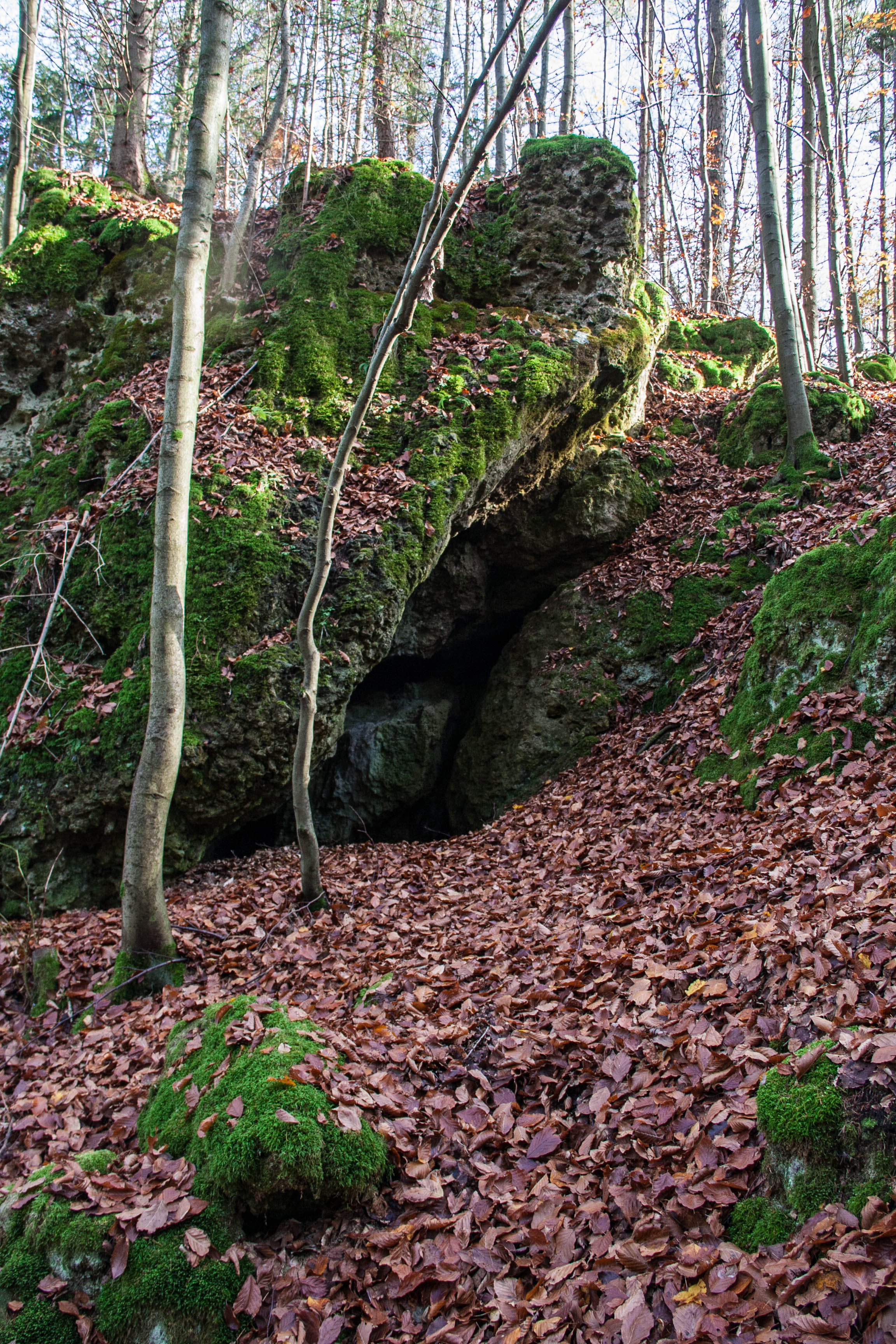
Fels mit Höhleneingang

Die Höhle ist ganzjährig frei zugängig. Aufgrund des Höhlenschutzes und der dort überwinternden Fledermäuse ist sie von Oktober bis April nicht zu befahren. Wegen des tiefen Schachtes kann sie nur von erfahrenen Höhlengängern mit entsprechender Ausrüstung befahren werden.

## Umgebung
Am Schelmbachstein liegen weitere Höhlen, die Durchgangshöhle Sonnenuhr und die Schachthöhle Breitensteiner Bäuerin. Eine Gedenktafel für Anton Völkel befindet sich nördlich der Ortschaft Streitberg nahe der Binghöhle.